# Periscyphis ruficauda
Periscyphis ruficauda är en kräftdjursart som beskrevs av Gustav Budde-Lund1908. Periscyphis ruficauda ingår i släktet Periscyphis och familjen Eubelidae. Inga underarter finns listade i Catalogue of Life.